# Нойтреббин
Нойтреббин (нем. Neutrebbin) — община в Германии, в земле Бранденбург.
Входит в состав района Меркиш-Одерланд. Подчиняется управлению Барним-Одербрух.  Население составляет 1504 человека (на 31 декабря 2010 года). Занимает площадь 36,63 км².
Коммуна подразделяется на 3 сельских округа.

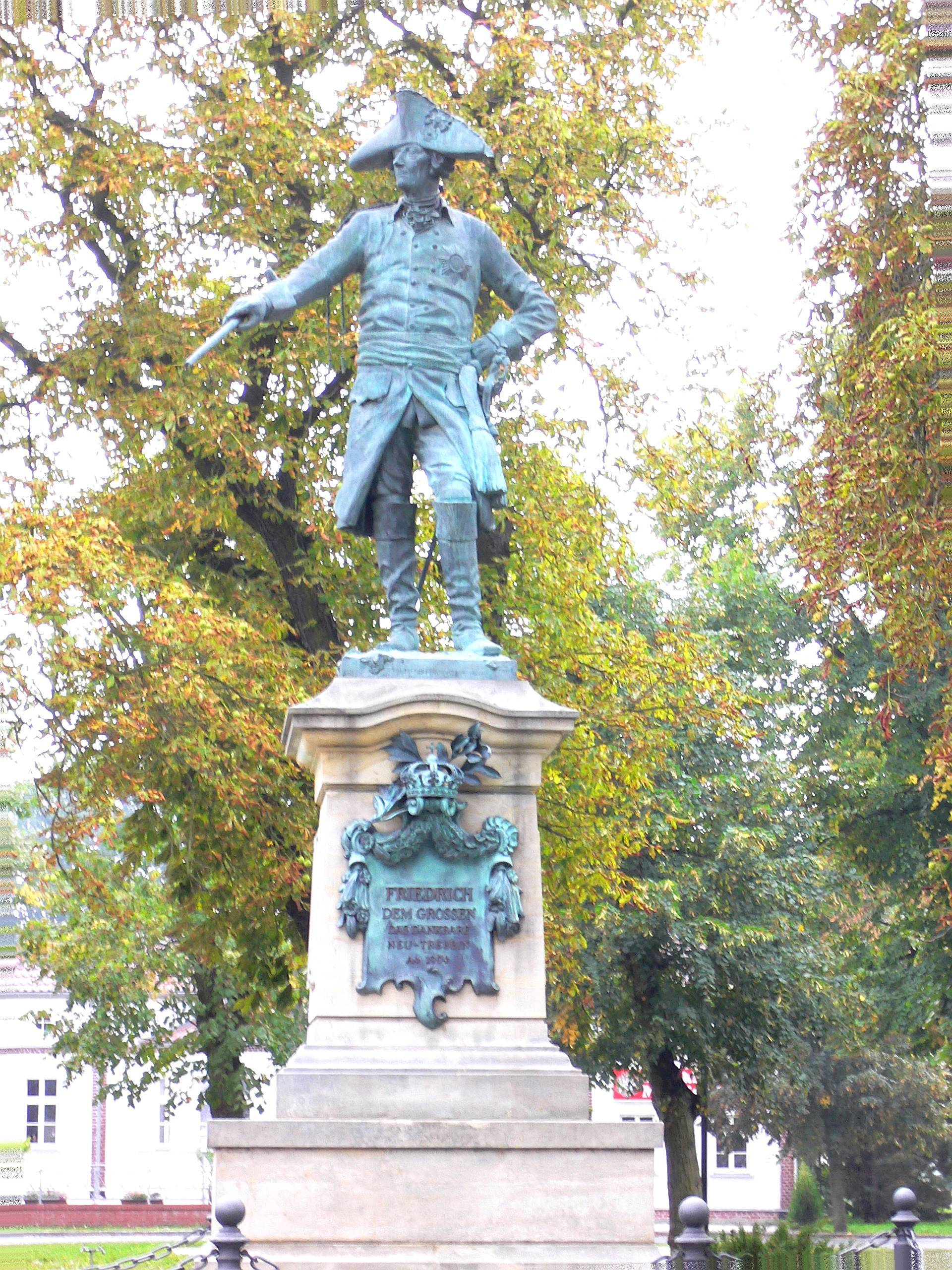
Нойтреббин

| Год  | Население |
| ---- | --------- |
| 2005 | 1628      |
| 2010 | 1519      |